# Karine Haaland
Karine Haaland (Bergen, 29 de agosto de 1966) es una creadora de tiras cómicas, animadora e ilustradora noruega, conocida por la tira cómica Piray.

## Biografía
Haaland hizo su debut editorial en el periódico estudiantil Universitas en 1995, pero su gran avance llegó con su inclusión en la revista noruega Larsons Gale Verden, que presenta las caricaturas de Gary Larson. Desde entonces, su trabajo ha sido publicado en varias revistas y periódicos, especialmente Dagbladet, Dagsavisen y Bergens Tidende, aunque este último tiene la distinción de haberla despedido por una disputa de censura. Los cómics que contienen su trabajo se venden bien en Noruega y se imprimen en múltiples ediciones.
Durante varios años, la tira de Haaland no tuvo título ni presentó personajes con nombre. Con el tiempo, personajes recurrentes recibieron nombre, como Louis, que empezó a aparecer en 1996; Lolito, que apareció por primera vez en 1997; Melis, en 1999; y Soto y Simson, en 2003. La tira finalmente recibió el nombre de Piray en 2005. Tras una larga trayectoria como tira secundaria en Gale Verden de Larson, Haaland cambió de editorial y actualmente aparece en las revistas mensuales dedicadas a Ernie, de Bud Grace, y Pondus, de Frode Øverli.